# Magical Mystery Tour (película)
Magical Mystery Tour es una película protagonizada por la banda británica de rock The Beatles. Se trata de un especial de una hora de duración que fue emitido a través de la cadena BBC TV el 26 de diciembre de 1967. Después de su estreno, la película no fue muy bien recibida por el público y la crítica, sin embargo hoy es considerada una película de culto.

## Producción
A pesar de ser la película más corta de los Beatles, se grabaron casi diez horas de cinta durante un período de dos semanas. El inicio del rodaje estaba previsto para el 11 de septiembre y su conclusión para el 25 de septiembre.  Las once semanas siguientes estuvieron centradas, sobre todo, en acortar la película a partir de las diez horas filmadas a solo 52 minutos. Las escenas que fueron grabadas pero no incluidas en el corte final incluyen:
- Una secuencia donde helados, frutas y golosinas fueron vendidos a The Beatles y otros pasajeros.
- John, Paul, George y Ringo cada uno mirando por un telescopio.
- Happy Nat The Rubber Man (Nat Jackley) persiguiendo mujeres alrededor del "Hotel del Atlántico" en la piscina del interior, una secuencia dirigida por John.[2]

Gran parte del filme fue realizado dentro y en las inmediaciones del aeropuerto de la RAF (Real Fuerza Aérea) de West Malling, en Kent el cual fue desmantelado recientemente.
Muchas de las escenas de interiores, como la del globo al final para la secuencia del tema "Your Mother Should Know", se filmaron en hangares en desuso. Los exteriores, como en el tema "I Am the Walrus" y la carrera de maratón, fueron rodadas en autopistas y paradas de taxi. Cadetes de la RAF pueden ser vistos marchando en algunas escenas, y durante la canción indicada, se puede divisar un avión de la RAF sobrevolando al grupo.
El viaje misterioso por sí mismo fue realizado a través del West Country de Inglaterra, incluyendo Devon y Cornualles, aunque la mayor parte del rodaje no fue utilizado en la película final. 
La secuencia del estriptis por Paul Raymond en Londres y la de la canción "The Fool on the Hill"  fueron grabadas en Niza, Francia. El efecto visual para el tema instrumental "Flying" en tinte de color fue previsto originalmente para la película de Stanley Kubrick:  "2001: A Space Odyssey".

## Sinopsis
La idea original de la película provino particularmente de Paul McCartney, aunque contó con el apoyo de sus compañeros de banda. 
La película no tuvo un libreto definido, por lo que se procedió a una colección de ideas escritas a mano, sketches y situaciones improvisadas, a lo que McCartney le llamó "Scrupt" (en vez de Script o libreto), en alusión a su naturaleza.
La situación era colocar a un grupo de gente en un bus británico en un tour por el país, enfocado mayormente en el señor Richard Starkey (Ringo Starr) y su tía recientemente viuda Jessie Starkey (Jessie Robins). 
Otros miembros del grupo en el bus incluyen el director del tour Jolly Jimmy Johnson (Derek Royle), la anfitriona Wendy Winters (Mandy Weet), Buster Bloodvessel (Ivor Cutler), y los otros Beatles.
Durante el curso del viaje, "extrañas cosas comienzan a suceder" al capricho de "cuatro o cinco magos", de los cuales cuatro son representados por los propios Beatles y el quinto por su road manager Mal Evans.
Durante el recorrido, Starkey y su tía discuten considerablemente. Mientras tanto, ella se enamora de Buster 
Bloodvessel, quien manifiesta un comportamiento excéntrico y perturbador.
El tour implica varias actividades extrañas, tales como una carrera improvisada en la cual cada miembro del viaje utiliza un medio de transporte diverso (algunos corren, algunos saltan entre los coches, un grupo de personas tiene una bicicleta larga que pedalean entre todos). 
El bus también recorre un largo túnel que es presentado con un proyector de teatro, e implica una escena extraña cuando el grupo camina a través de lo que parece ser una oficina de reclutamiento del Ejército Británico.
El film culmina con el grupo que se divide para ver presentaciones artísticas en su destino.
"Magical Mystery Tour" está matizada con interludios musicales. los cuales incluyen interpretaciones como "I Am the Walrus" con The Beatles usando máscaras de animales, George Harrison cantando "Blue Jay Way" mientras espera en la calle Blue Jay Way y la Bonzo Dog Doo-Dah Band tocando "Death Cab for Cutie (song)

## Distribución
Fue la primera película presentada en el Reino Unido como un film hecho expresamente para la televisión. La BBC la sacó al aire primeramente en blanco y negro en BBC1, y luego a colores en BBC2 unos pocos días más tarde.
Las críticas fueron tan agrias que desmotivó a las cadenas de televisión de Estados Unidos para adquirir la cinta. 
Mientras tanto, su duración de alrededor de una hora no la hacía comercialmente viable para exhibirla en cines o teatros.
No fue proyectada en teatros comerciales de Estados Unidos hasta 1974, cuando New Line Cinema adquirió los derechos para distribución en salas o en cualquier forma de exhibición pública. Sin embargo, no fue vista en cadenas de televisión de ese país hasta 1980.
La única excepción fue una proyección especial en 1968 en el 
Fillmore East de Nueva York,  organizada por el Servicio de Noticias de Liberación (Liberation News Service). 
Las reacciones en 1967 habían sido tan adversas que nadie tuvo a su alcance un negativo del filme, y las posteriores reproducciones o versiones tuvieron que ser copiads de impresiones de mala calidad.
Para finales de los 80 MPI, amparado en sus derechos con 
Apple Corps lanzó la película en formato de VHS y luego en presentación de DVD bastante tiempo después. Otro relanzamiento oficial se esperó en 2008.

## Críticas
Las expresiones del público británico sobre la película fueron mordaces. 
Hunter Davies, biógrafo de la banda, dijo: -"Esa fue la primera vez en la memoria que un artista se sintió obligado a hacer una disculpa pública por su trabajo". 
McCartney más tarde en 1967 se justificó con la prensa, diciendo: -"Nosotros no dijimos que fuera un buen film, ese fue nuestro primer intento. Si fuimos unos tontos, lo fuimos. Era un desafío y no salió. Será mejor la próxima vez". 
Sin embargo, con el paso del tiempo, el punto de vista de McCartney respecto al film cambió: -"Mirando hacia atrás, pensé [en ese entonces] que todo estuvo correcto. Pienso que estuvimos absolutamente contentos con él". 
El documental "The Compleat Beatles" narrado por Malcolm McDowell dio su descripción: -"En gran parte se trataba de un proyecto de Paul: un viaje por el campo inglés en un autobús lleno de amigos, actores y monstruos del circo, y filmar lo que ocurriera. Desafortunadamente, nada ocurrió".
Algunas personas atribuyen el mal recibimiento del filme, en un comienzo debido a que este fue transmitido en blanco y negro, ya que luego, después de su transmisión en color, la crítica fue cambiando, hasta el punto de incluso calificar de forma positiva la película.

## Canciones
- "Magical Mystery Tour"
- "The Fool on the Hill"
- "Flying"
- "I Am the Walrus"
- "Blue Jay Way"
- "Death Cab for Cutie" (Bonzo Dog Doo-Dah Band)
- "Your Mother Should Know"
- "Hello Goodbye" (en los créditos finales)
- "Jessie's Dream"
- "All My Loving" (como música de fondo)
- "She Loves You" (tocada durante la maratón)

## Lanzamientos en VHS y DVD

### Videografía
EE.UU.
| Año  | Compañía                 | Formato(s)       | Commentarios                                                                       |
| 1978 | Media-Home Entertainment | VHS/Beta         | -                                                                                  |
| 1988 | Video Collection/Apple   | VHS y Laser Disc | La banda sonora de esta versión fue re-masterizada por el productor George Martin. |
| 1992 | MPI/Apple                | Laser Disc       | -                                                                                  |
| 1997 | MPI/Apple                | DVD              | El primer lanzamiento en DVD de MMT.                                               |

R.U.
| Año    | Compañía     | Formato(s)      | Commentarios                                                                       |
| 1980's | Empire Films | VHS             | -                                                                                  |
| 1988   | MPI/Apple    | VHS & Laserdisc | La banda sonora de esta versión fue re-masterizada por el productor George Martin. |
| 1997   | MPI/Apple    | DVD             | El primer lanzamiento en DVD de MMT.                                               |
| 2012   | Apple        | DVD y Blu-ray   | El primer lanzamiento re-masterizado en DVD y Blu-ray de Apple corps.              |